# Corts de Montsó (1547)
Les Corts de Montsó de 1547 van ser presidides pel rei Carles I. Era President de la Generalitat en Jaume Caçador. Varen ser convocades el 6 d'abril per a celebrar-se el 23 de juny, si bé la primera sessió fou el 5 de juliol i la darrera el 9 de desembre de 1547. Se celebrà en un clima de pau pel que fa al conflicte amb els turcs, la qual cosa havia permès millorar el comerç català pel Mediterrani. Els tres braços del Regne de València van exposar la seva preocupació per la defensa de la costa i van sol·licitar per dissuadir els corsaris la millora de les fortificacions de Peníscola i la Vila Joiosa, la construcció des sengles torres a Cullera i Oropesa, i la tramesa a Cullera de tres o quatre peces d'artilleria, i el príncep va proveir Jeroni de Cabanyelles i Gallac perquè determinés el més convenient en tots aquests afers, canviant la política de defensar el litoral amb una armada de galeres i amb corsaris. Per contra, la guerra amb França s'intensificà amb greus perjudicis econòmics per les ciutats de Girona i Perpinyà.